# Odradne, Șîroke
Odradne (în ucraineană Одрадне) este un sat în comuna Ceapaievka din raionul Șîroke, regiunea Dnipropetrovsk, Ucraina.

## Demografie
Componența lingvistică a localității Odradne
     Ucraineană (90,21%)
     Rusă (8,39%)
     Alte limbi (1,4%)
Conform recensământului din 2001, majoritatea populației localității Odradne era vorbitoare de ucraineană (90,21%), existând în minoritate și vorbitori de rusă (8,39%).